# براءة تصميم

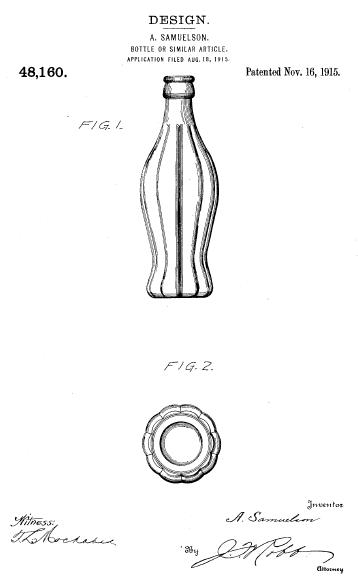
براءة التصميم الأمريكي D48,160 لزجاجة كوكا كولا الأصلية.

في الولايات المتحدة، تعد براءة التصميم (بالإنجليزية: Design patent)‏ شكلاً من أشكال الحماية القانونية الممنوحة للتصميم الزخرفي لمادة التصنيع. براءات الاختراع التصميمية هي نوع من حق التصميم الصناعي. تعد تصاميم الزينة للمجوهرات والأثاث وقنينات المشروبات (الشكل 1) وأيقونات الكمبيوتر أمثلة على الأشياء التي تغطيها براءات التصميم.
يمكن الحصول على حق ملكية فكرية مماثل، وهو التصميم المسجل، في بلدان أخرى. وفي كينيا واليابان وكوريا الجنوبية والمجر، يتم تسجيل التصاميم الصناعية بعد إجراء بحث رسمي عن الجدة. في بلدان المجموعة الأوروبية، يحتاج المرء فقط إلى دفع رسوم رسمية واستيفاء المتطلبات الرسمية الأخرى للتسجيل (على سبيل المثال، التصميم المجتمعي في مكتب الاتحاد الأوروبي للملكية الفكرية، ألمانيا، فرنسا، إسبانيا).
وبالنسبة للدول الأعضاء في المنظمة العالمية للملكية الفكرية، تُوفر التغطية عن طريق التسجيل في "الويبو" والفحص من قبل الدول الأعضاء المعينة وفقا لوثيقة جنيف لاتفاق لاهاي.

## الحماية

قضية أبل ضد سامسونج تبين تأثير الخطوط الصلبة والمكسورة على التعدي

تغطي براءة التصميم الأمريكية التصميم الزخرفي لمادة التصنيع. لا يمكن تصنيع أو استخدام أو بيع أو استيراد عنصر ذو تصميم مشابه إلى حد كبير في المظهر للتصميم المطالب به في براءة التصميم إلى الولايات المتحدة دون الحصول على إذن من صاحب براءة الاختراع. ليس من الضروري أن يكون العنصر دقيقًا حتى تنتهك براءة الاختراع. يجب فقط أن تكون متشابهة إلى حد كبير في المظهر العام. تغطي براءات التصميم ذات الرسومات الخطية فقط الميزات الموضحة كخطوط صلبة. لا يتم تغطية العناصر المعروضة في الخطوط المتقطعة. وهذا هو أحد الأسباب وراء حصول شركة أبل على حكم من هيئة المحلفين في قضية أبل ضد سامسونج الولايات المتحدة. أظهرت براءة اختراع شركة آبل أن الكثير من تصميمات آيفون الخاصة بها كانت عبارة عن خطوط مكسورة. لا يهم إذا كانت سامسونج مختلفة في تلك المجالات. حقيقة أن الخطوط الصلبة لبراءة الاختراع كانت مماثلة لتصميم سامسونج تعني أن سامسونج انتهكت براءة اختراع تصميم أبل.
تخضع براءات الاختراع الخاصة بالتصميم لمعايير الجدة وعدم البداهة الواردة في قانون براءات الاختراع. ومع ذلك، نظرًا لأن براءات التصميم لا يتم قياسها بناءً على فائدة التصاميم الموجهة إليها، فهناك سؤال مفتوح حول كيفية قياس عدم وضوح تصميم الزينة. ومع ذلك، هناك سوابق قضائية كبيرة حول كيفية تقييم عدم وضوح براءات الاختراع في التصميم.
بمجرد تقديم براءة التصميم، تبدأ فترة الحماية. في الولايات المتحدة، بالنسبة لبراءة التصميم التي تم تقديم طلبها في 13 مايو 2015 أو بعده، تكون مدة براءة الاختراع هذه 15 عامًا من تاريخ منحها. بالنسبة لبراءة التصميم التي تم تقديم طلبها قبل ذلك التاريخ، فإن الحد الأقصى هو 14 عامًا من تاريخ المنح. خلال هذه الفترة يحق لصاحب براءة الاختراع رفع دعوى قضائية ضد أي كيان ينتهك براءة الاختراع تلك؛ بمجرد انتهاء المدة، لا يجوز تجديدها وتتوقف براءة التصميم عن الحصول على الحماية في المحاكم الأمريكية.

## وصلات خارجية
- دليل إيداع طلبات براءات الاختراع للتصميم في الولايات المتحدة
- المكتب الكندي للملكية الفكرية
- مكتب الدولة للملكية الفكرية في الصين
- مكتب التنسيق في السوق الداخلية - تصميم الجماعة الأوروبية
- مكتب الملكية الفكرية التايواني
- معهد كينيا للملكية الصناعية
- مكتب الملكية الفكرية الكوري